# 洛夫特
洛夫特是德国石勒苏益格－荷尔斯泰因州的一个市镇。总面积12.43平方公里，总人口374人，其中男性192人，女性182人（2011年12月31日），人口密度30人/平方公里。